# Luohe
Luohe (en chino, 漯河; pinyin, Luòhé; transcripción antigua, Loho (escuchar)ⓘ) es una ciudad-prefectura en la provincia de Henan, en la República Popular China. Limita al norte con Xuchang, al sur con Zhumadian, al oeste con Pingdingshan y al este con Zhoukou. Su área es de 2692 km² y su población total para 2020 superó los 2,36 millones de habitantes. 

## Administración
La ciudad prefectura de Luohe se divide en 5 localidades que se administran en 3 distritos urbanos y 2 condados rurales.
- Distrito Yancheng (郾城 区)
- Distrito Yuanhui (源汇区)
- Distrito Shaoling (召陵区)
- Condado Linying (临颍县)
- Condado Wuyang (舞阳县)

## Toponimia
El topónimo Luohe [/luó.Jə/] significa "río Luo".
Durante la dinastía Yuan, el Poblado Shangkou (上口镇) perteneciente al Condado Yancheng pasó a llamarse Luowanhe (螺湾河 "bahía del río caracol") que contraído es Luohe (螺-河 "río caracol")  porque la confluencia de los ríos Sha y Li se asemejaba a una caracol. Los Registros del Condado Yancheng (郾城县记) afirman: Los ríos Sha y Li al converger, los meandros recuerdan un caracol marino.
En el 1524 durante la dinastía Ming, Qiao Qian, un Jinshi (erudito con título imperial) fue nombrado magistrado del Condado Yancheng y consideró que la caligrafía del sinograma "Luo" (螺 'caracol') era inapropiado para un nombre de lugar, por lo que lo modificó a "Luo" '漯' (que se pronuncia igual) sustituyendo el radical del gusano (虫) por el radical del agua (氵).

## Historia
Durante la dinastía Song del sur, para prevenir inundaciones y ataques de bandidos, se construyó una muralla alrededor del Condado Yincheng. El fuerte recibió el nombre de Yuanhui, mientras que el pueblo se denominó Shangkou.
Durante la dinastía Yuan, Shangkou pasó a llamarse Luowanhe. A finales de la dinastía Qing, el ferrocarril Beijing-Hankou (京汉铁路) construyó una parada aquí y la llamó Estación Luowanhe (漯湾河车站), debido a la cantidad de caracteres del nombre, fue contraído a Luo-He para facilitar su escritura y dirección. El comercio se trasladó gradualmente a los pueblos a lo largo del ferrocarril, lo que impulsó el crecimiento económico de Luohe. 
Para julio de 1948, el Poblado Luohe creció lo suficiente para ser ascendido a Municipio Luohe (漯河市). En junio de 1960, el Municipio Luohe absorbió al Condado Yancheng. En enero de 1986, con la aprobación del Consejo de Estado, el Municipio Luohe pasó de ser una ciudad-prefectura originalmente formada los condados Yancheng, Wuyang y Linying.

## Clima
La ciudad de Luohe, se ubica en el extremo sur de la zona templada cálida, tiene un clima monzónico de transición cálido. El clima se caracteriza por la alternancia de calor y frío a lo largo del año, creando cuatro estaciones bien diferenciadas. Los inviernos son fríos con poca lluvia y nieve, veranos calurosos con lluvia, otoños frescos soleados y primaveras secas con fuertes vientos. La temperatura media anual es de 14,6 °C. Julio es el mes más caluroso, con una media anual de 27,7 °C. Enero es el más frío, con una media de 0,5 °C. La temperatura extrema más alta fue de 43,2 °C (Condado Linying el 19 de julio de 1966) y la temperatura extrema más baja fue de -16 °C (Condado Wuyang, el 2 de febrero de 1969). 
| Parámetros climáticos promedio de Luohe (1991–2020 normal, extremas 1981–presente) | Parámetros climáticos promedio de Luohe (1991–2020 normal, extremas 1981–presente) | Parámetros climáticos promedio de Luohe (1991–2020 normal, extremas 1981–presente) | Parámetros climáticos promedio de Luohe (1991–2020 normal, extremas 1981–presente) | Parámetros climáticos promedio de Luohe (1991–2020 normal, extremas 1981–presente) | Parámetros climáticos promedio de Luohe (1991–2020 normal, extremas 1981–presente) | Parámetros climáticos promedio de Luohe (1991–2020 normal, extremas 1981–presente) | Parámetros climáticos promedio de Luohe (1991–2020 normal, extremas 1981–presente) | Parámetros climáticos promedio de Luohe (1991–2020 normal, extremas 1981–presente) | Parámetros climáticos promedio de Luohe (1991–2020 normal, extremas 1981–presente) | Parámetros climáticos promedio de Luohe (1991–2020 normal, extremas 1981–presente) | Parámetros climáticos promedio de Luohe (1991–2020 normal, extremas 1981–presente) | Parámetros climáticos promedio de Luohe (1991–2020 normal, extremas 1981–presente) | Parámetros climáticos promedio de Luohe (1991–2020 normal, extremas 1981–presente) |
| Mes                                                                                | Ene.                                                                               | Feb.                                                                               | Mar.                                                                               | Abr.                                                                               | May.                                                                               | Jun.                                                                               | Jul.                                                                               | Ago.                                                                               | Sep.                                                                               | Oct.                                                                               | Nov.                                                                               | Dic.                                                                               | Anual                                                                              |
| ---------------------------------------------------------------------------------- | ---------------------------------------------------------------------------------- | ---------------------------------------------------------------------------------- | ---------------------------------------------------------------------------------- | ---------------------------------------------------------------------------------- | ---------------------------------------------------------------------------------- | ---------------------------------------------------------------------------------- | ---------------------------------------------------------------------------------- | ---------------------------------------------------------------------------------- | ---------------------------------------------------------------------------------- | ---------------------------------------------------------------------------------- | ---------------------------------------------------------------------------------- | ---------------------------------------------------------------------------------- | ---------------------------------------------------------------------------------- |
| Temp. máx. abs. (°C)                                                               | 19.8                                                                               | 24.9                                                                               | 34.0                                                                               | 33.1                                                                               | 39.9                                                                               | 41.0                                                                               | 40.7                                                                               | 39.8                                                                               | 38.1                                                                               | 35.0                                                                               | 29.3                                                                               | 20.9                                                                               | '                                                                                  |
| Temp. máx. media (°C)                                                              | 6.4                                                                                | 10.1                                                                               | 15.4                                                                               | 21.8                                                                               | 27.4                                                                               | 32.3                                                                               | 32.5                                                                               | 30.9                                                                               | 27.4                                                                               | 22.3                                                                               | 14.9                                                                               | 8.5                                                                                | 20.8                                                                               |
| Temp. media (°C)                                                                   | 1.3                                                                                | 4.6                                                                                | 9.8                                                                                | 15.9                                                                               | 21.6                                                                               | 26.4                                                                               | 27.8                                                                               | 26.2                                                                               | 21.9                                                                               | 16.5                                                                               | 9.4                                                                                | 3.3                                                                                | 15.4                                                                               |
| Temp. mín. media (°C)                                                              | -2.6                                                                               | 0.3                                                                                | 5.0                                                                                | 10.6                                                                               | 16.2                                                                               | 21.3                                                                               | 24.0                                                                               | 22.7                                                                               | 17.7                                                                               | 11.9                                                                               | 5.1                                                                                | -0.6                                                                               | 11                                                                                 |
| Temp. mín. abs. (°C)                                                               | -14.2                                                                              | -15.0                                                                              | -7.8                                                                               | -0.2                                                                               | 4.7                                                                                | 12.5                                                                               | 17.0                                                                               | 13.3                                                                               | 8.1                                                                                | 0.4                                                                                | -9.0                                                                               | -11.0                                                                              | '                                                                                  |
| Precipitación total (mm)                                                           | 16.5                                                                               | 18.1                                                                               | 34.8                                                                               | 45.2                                                                               | 73.0                                                                               | 90.2                                                                               | 181.0                                                                              | 150.3                                                                              | 73.3                                                                               | 46.7                                                                               | 36.1                                                                               | 15.5                                                                               | 780.7                                                                              |
| Días de precipitaciones (≥ 0.1 mm)                                                 | 4.8                                                                                | 5.2                                                                                | 6.6                                                                                | 6.3                                                                                | 8.4                                                                                | 8.0                                                                                | 11.1                                                                               | 10.8                                                                               | 9.1                                                                                | 6.8                                                                                | 6.0                                                                                | 4.6                                                                                | 87.7                                                                               |
| Días de nevadas (≥ 1 mm)                                                           | 4.4                                                                                | 2.8                                                                                | 1.1                                                                                | 0.1                                                                                | 0                                                                                  | 0                                                                                  | 0                                                                                  | 0                                                                                  | 0                                                                                  | 0                                                                                  | 0.9                                                                                | 2.3                                                                                | 11.6                                                                               |
| Horas de sol                                                                       | 127.0                                                                              | 133.4                                                                              | 172.4                                                                              | 201.6                                                                              | 210.9                                                                              | 194.7                                                                              | 194.7                                                                              | 179.8                                                                              | 161.4                                                                              | 154.6                                                                              | 140.6                                                                              | 131.7                                                                              | 2002.8                                                                             |
| Humedad relativa (%)                                                               | 66                                                                                 | 65                                                                                 | 66                                                                                 | 68                                                                                 | 67                                                                                 | 65                                                                                 | 78                                                                                 | 81                                                                                 | 76                                                                                 | 69                                                                                 | 70                                                                                 | 67                                                                                 | 69.8                                                                               |
| Fuente: Administración Meteorológica de China                                      |                                                                                    |                                                                                    |                                                                                    |                                                                                    |                                                                                    |                                                                                    |                                                                                    |                                                                                    |                                                                                    |                                                                                    |                                                                                    |                                                                                    |                                                                                    |

## Economía
El cultivo de trigo, maíz y la industria textil son importantes para la economía regional. La ciudad es famosa por su industria de producción de jamón: la empresa Shuanghui (双汇) tiene su sede principal aquí y es el mayor productor de jamón en toda China. Luohe es también el hogar de industrias ligeras como la preparación de alimentos, papel, cuero, zapatos, textiles, cigarrillos, y electrónica.
Nanjie (en chino: 南街村, pinyin Nánjiē Cūn, literalmente "aldea calle sur"), es una aldea en el Condado de Linying, Luohe. Conocida por ser el último pueblo de China que practica el Maoísmo según Tony Cheng, periodista de Al Jazeera en inglés.